# Kostel svaté Barbory (Pročevily)
Kostel svaté Barbory je raně barokní filiální kostel v Pročevilech, části obce Volenice v okrese Příbram ve Středočeském kraji. Kostel je chráněn jako kulturní památkou České republiky.

## Historie
Na místě dnešního kostela stála původně poutní kaple, která byla vystavěna podle plánů architekta Carla Luraga zřejmě mezi léty 1650–1660, a to jezuity z nedaleké Březnice. Jezuité o původní kapli i nadále pečovali a kolem roku 1730 ji nechali obklopit ambity. Poutě, které se ke kapli konaly, si v následujících letech vyžádaly další rozšíření kaple a byla také vystavěna věž zvonice, kde jsou umístěny dva zvony. Větší zvon (z roku 1782) nese nápis Fudit me Josephus Perner Budwicii 1782 a druhý, menší zvon pochází z roku 1850, ale i on byl ulit firmou Perner z Českých Budějovic. V 18. století byla nedaleko kostela postavena fara, kde sídlil stálý správce, později kněz. Jezuité spravovali kostel až do roku 1773, kdy byl stejně jako veškerý ostatní majetek tohoto řádu na základě buly papeže Klementa XIV. zabaven a následně připojen k Bubovické farnosti. V souvislosti s těmito změnami došlo k postupnému útlumu a nakonec k úplnému konci tradičních poutí k pročevilskému kostelu, který tak ztratil svůj status poutního kostela.  
Po komunistickém převratu v roce 1948 došlo k postupné destrukci kostela a jeho stav po revoluci v roce 1989 byl již havarijní, přesto k nákladné rekonstrukci došlo až v roce 2013. Součástí této rekonstrukce byla jak samotná obnova kostela, tak jeho nejbližšího okolí. Kostel byl také několikrát vykraden, takže z jeho původního vybavení se příliš nedochovalo. Odcizena byla i velmi vzácná pozdně gotická socha sv. Barbory.

## Stavební podoba
Kostel stojí na vrchu pod nímž se nachází obec Pročevily. Vchody kostela jsou umístěny na sever a jih a dveře zvonice, jež je umístěna přímo za hlavním oltářem, pak vedou na východ, směrem k Březnici a zároveň jsou v přímé ose s březnickým kostelem sv. Ignáce, původním sídlem jezuitského řádu. Tvar kostela je osmiúhelník a střechu tvoří rozměrná kupole. Uvnitř se nachází dva oltáře, menší oltář sv. Máří Magdalény a hlavní oltář sv. Barbory, kde byla původně umístěna pozdně gotická socha svaté Barbory. Na severní straně je kostela je umístěn hřbitov.

## Galerie

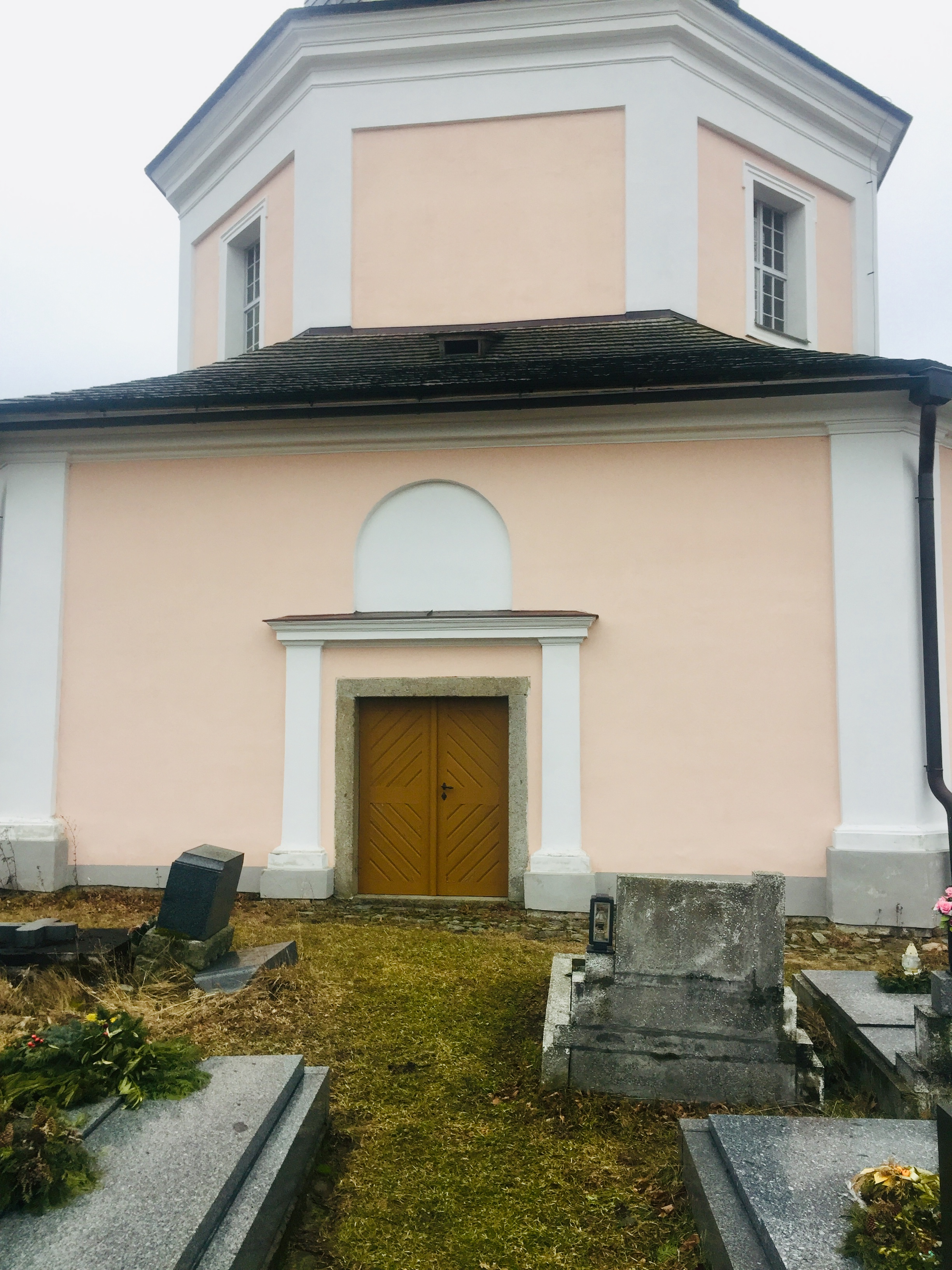
Severní vchod do kostela
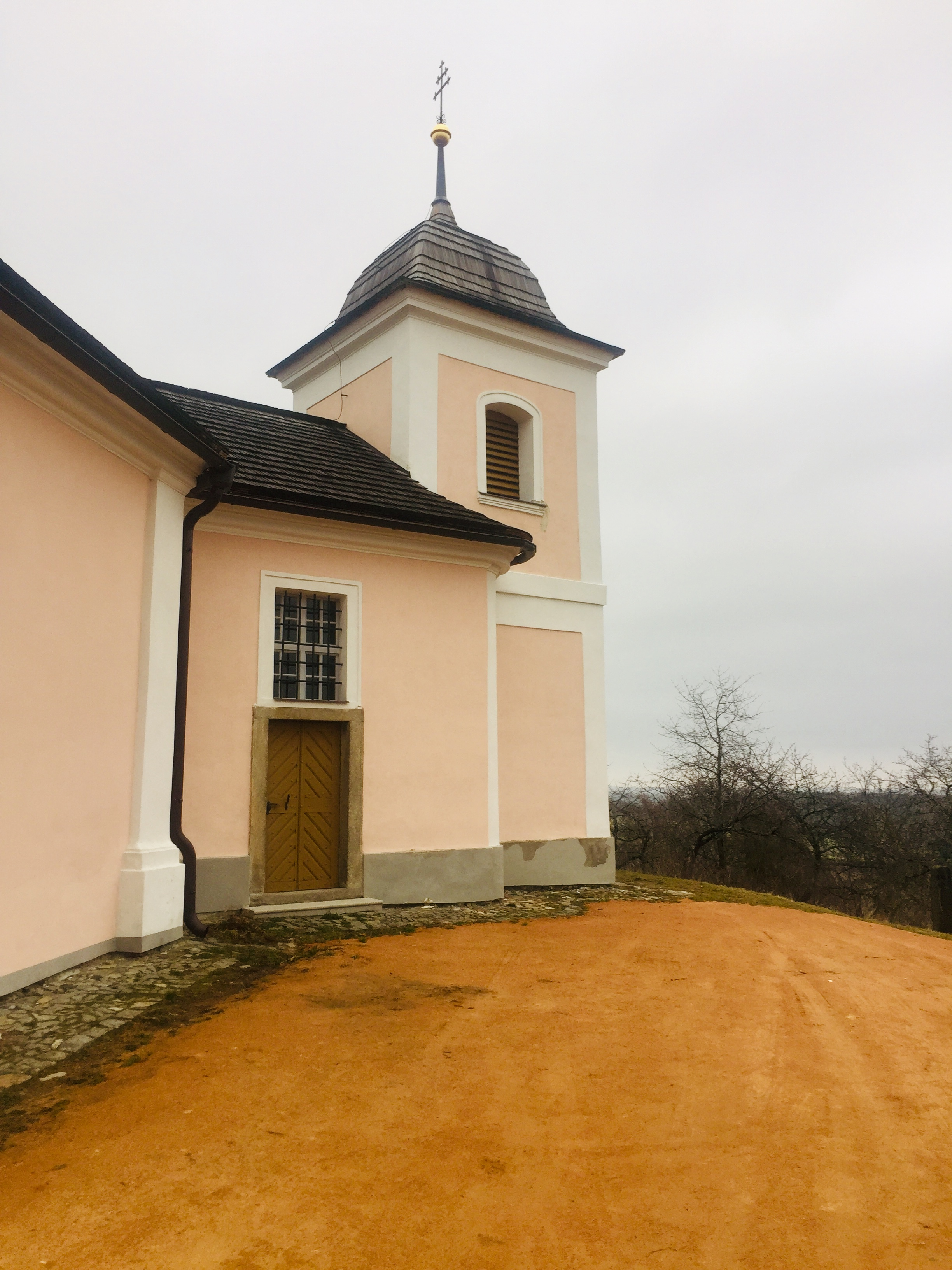
Zvonice kostela na východní straně
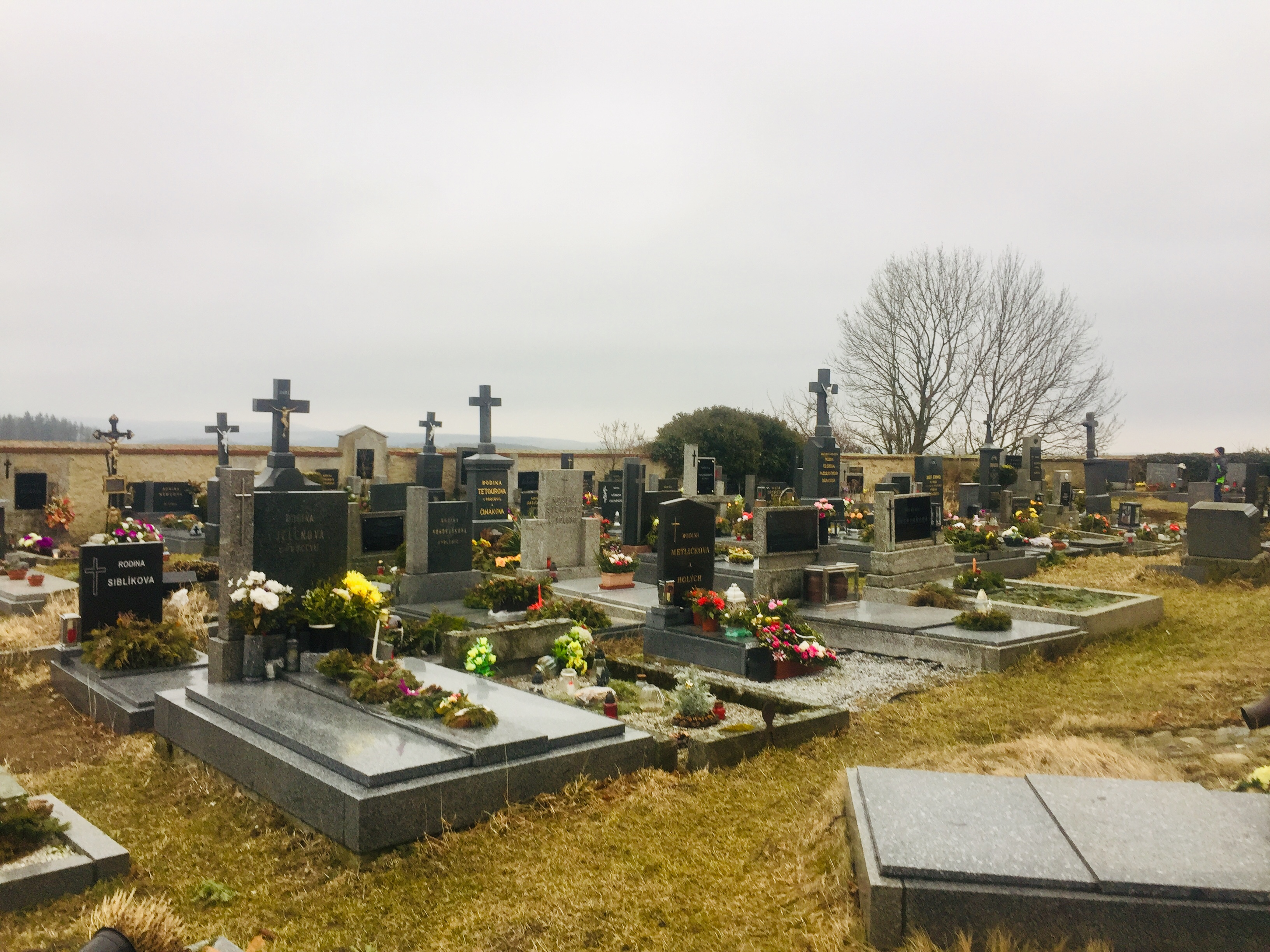
Hřbitov
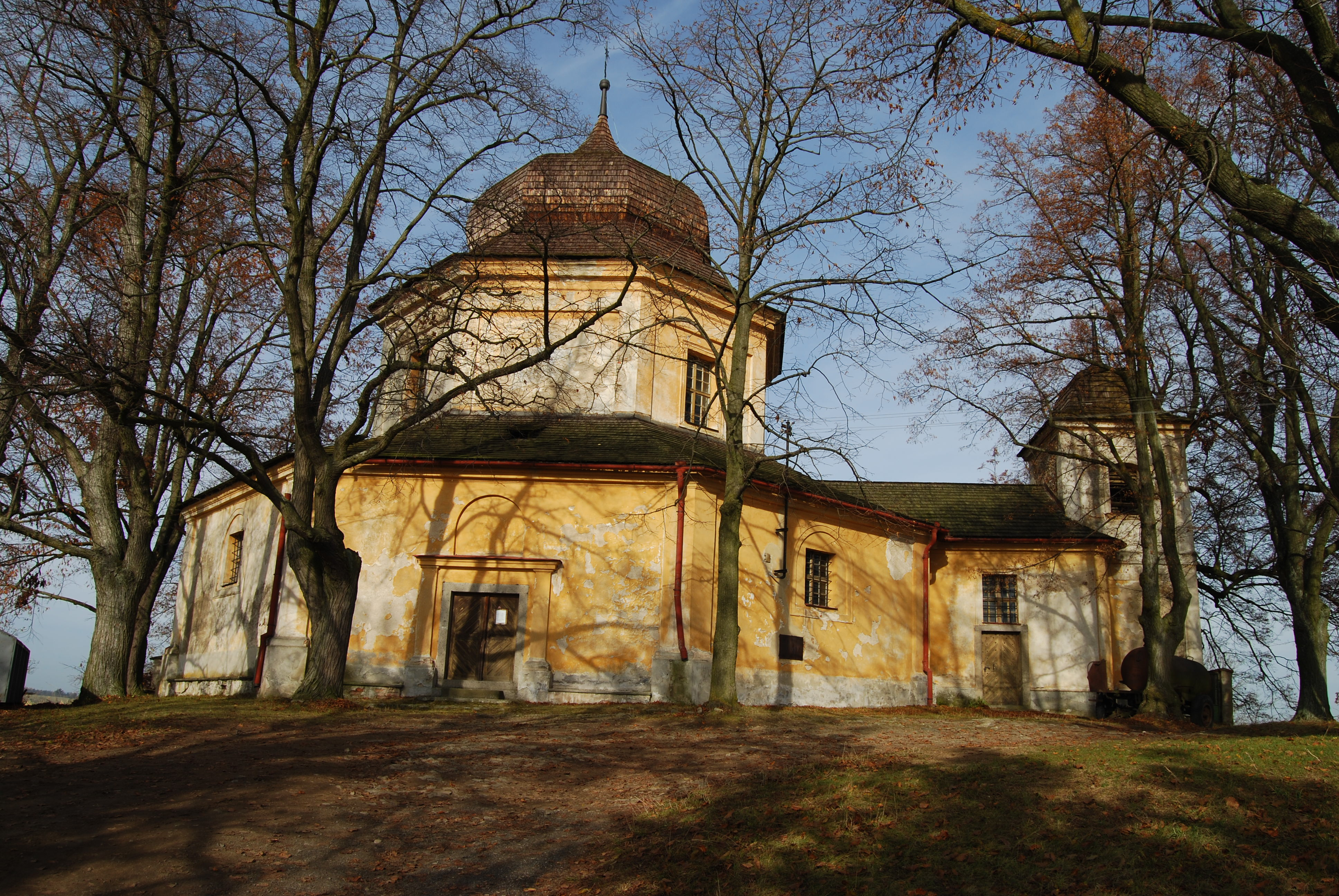
Stav kostela před rekonstrukcí v roce 2013
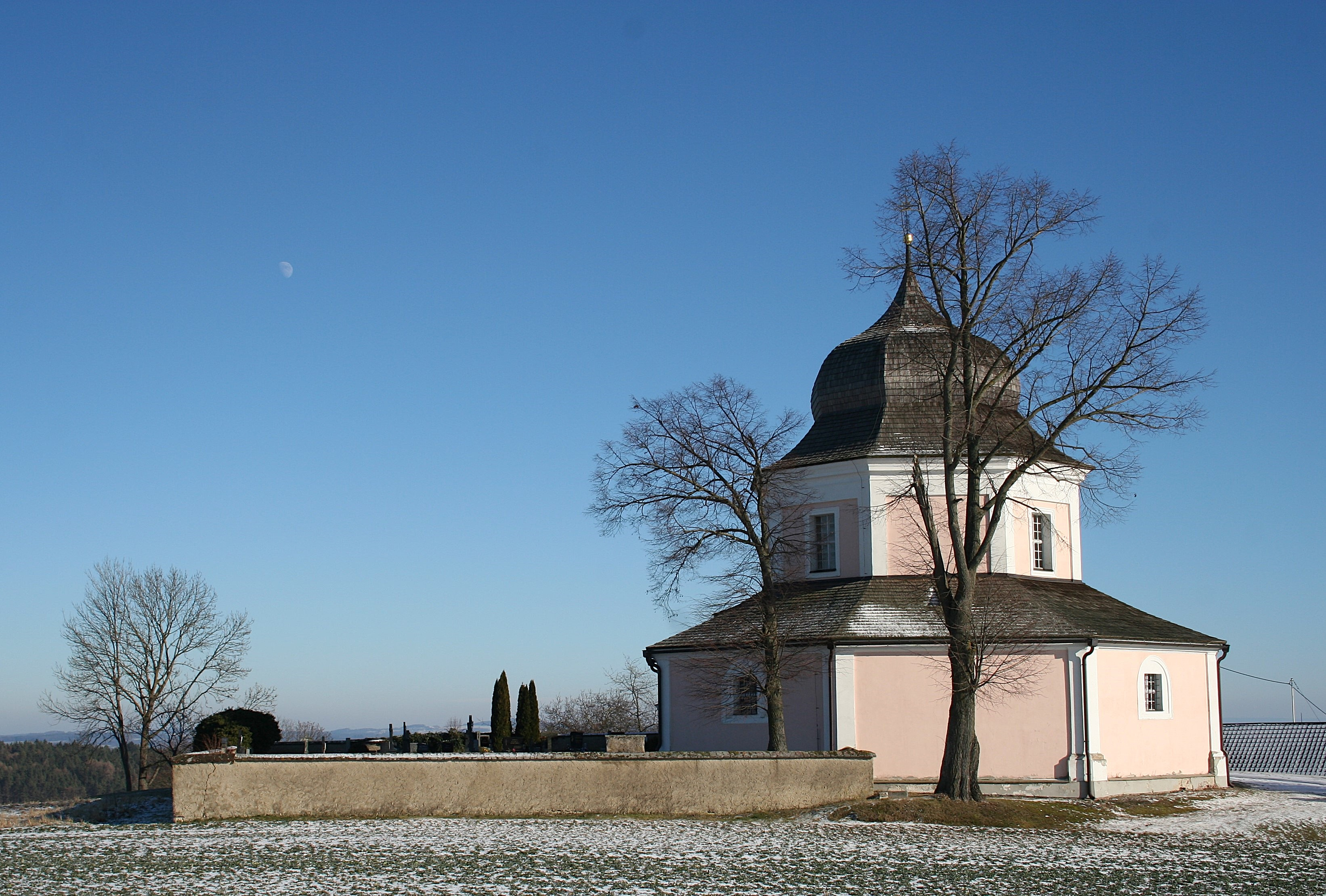
Stav kostela v roce 2024